# Recuperação de informações adversarial
A recuperação de informações adversarial (RI adversarial) é um assunto em recuperação de informações que trata de estratégias para trabalhar com uma fonte de dados onde parte dela é manipulada maliciosamente. As atividades podem incluir coleta, indexação, filtragem, recuperação e classificação de informações dessa fonte de dados. A RI adversarial inclui o estudo de métodos para detectar, isolar e derrotar tal manipulação. O termo foi cunhado em 2000 por Andrei Broder, então cientista-chefe da AltaVista.
Na Web, a forma predominante dessa manipulação é o spamdexing, que envolve diversas técnicas para interromper a atividade dos motores de busca, geralmente para ganho financeiro. Exemplos de spamdexing incluem bomba do Google, spam de postagens ou referers, spam blogs, e etiquetagem maliciosa. Também podem ser consideradas formas de manipulação de dados adversarial a engenharia reversa de algoritmos de classificação, fraude de cliques e a filtros de conteúdo.